# Maurizio Pochettino
Maurizio Pochettino Grippaldi (Barcelona, España, 30 de marzo de 2001) es un futbolista hispano-argentino que juega como delantero en el Club Deportivo Ibiza Islas Pitiusas de la Segunda Federación.

## Trayectoria
Maurizio Pochettino Grippaldi nació en Barcelona, España, y es hijo del reconocido entrenador de fútbol Mauricio Pochettino y hermano del también futbolista Sebastiano Pochettino. Inició su formación futbolística en el Club Junior 1917 de Sant Cugat del Vallès, donde permaneció hasta 2013, momento en que se unió a las categorías inferiores del Southampton FC en Inglaterra, coincidiendo con el nombramiento de su padre como entrenador del primer equipo del club.
En 2015, Maurizio continuó su desarrollo en las categorías inferiores del Tottenham Hotspur, equipo al que también se trasladó su padre como entrenador. En julio de 2019, firmó su primer contrato profesional con el Tottenham, incorporándose a su equipo sub-23, donde jugó durante dos temporadas.
El 31 de enero de 2021, Pochettino firmó con el Watford Football Club, también en Inglaterra, y debutó con el primer equipo el 1 de mayo de 2021 en una derrota por 2-0 ante el Brentford, en la English Football League Championship.
El 19 de julio de 2022, se anunció su fichaje por el Club Gimnàstic de Tarragona de la Primera Federación en España, dando así inicio a su carrera en el fútbol español.
En agosto de 2024, Pochettino fue transferido al Club Deportivo Ibiza Islas Pitiusas, equipo que compite en la Segunda Federación, continuando así su trayectoria en España y aportando su experiencia en el fútbol internacional.

## Clubes
| Club                                | País       | Año       |
| ----------------------------------- | ---------- | --------- |
| Tottenham Hotspur Sub-23            | Inglaterra | 2019-2021 |
| Watford Football Club Sub-23        | Inglaterra | 2021-2022 |
| Club Gimnàstic de Tarragona         | España     | 2022-2024 |
| Club Deportivo Ibiza Islas Pitiusas | España     | 2024-act. |